# Yang Young-ja
Yang Young-ja (kor. 양영자; ur. 6 lipca 1964 w Iksan) – południowokoreańska tenisistka stołowa, mistrzyni olimpijska, sześciokrotna medalistka mistrzostw świata.
W 1988 roku wystąpiła na igrzyskach olimpijskich w Seulu. Wzięła udział w dwóch konkurencjach – zdobyła złoty medal olimpijski w grze podwójnej (wspólnie z Hyun Jung-hwa), a w zajęła ósme miejsce w grze pojedynczej zajęła dziewiątą pozycję.
W latach 1983–1987 zdobyła sześć medali mistrzostw świata (jeden złoty, trzy srebrne i jeden brązowy), w latach 1982–1986 pięć medali igrzysk azjatyckich (jeden złoty, jeden srebrny i cztery brązowe), a w 1984 i 1988 roku trzy medale mistrzostw Azji (dwa złote i jeden srebrny).